# Antonio da Vercelli

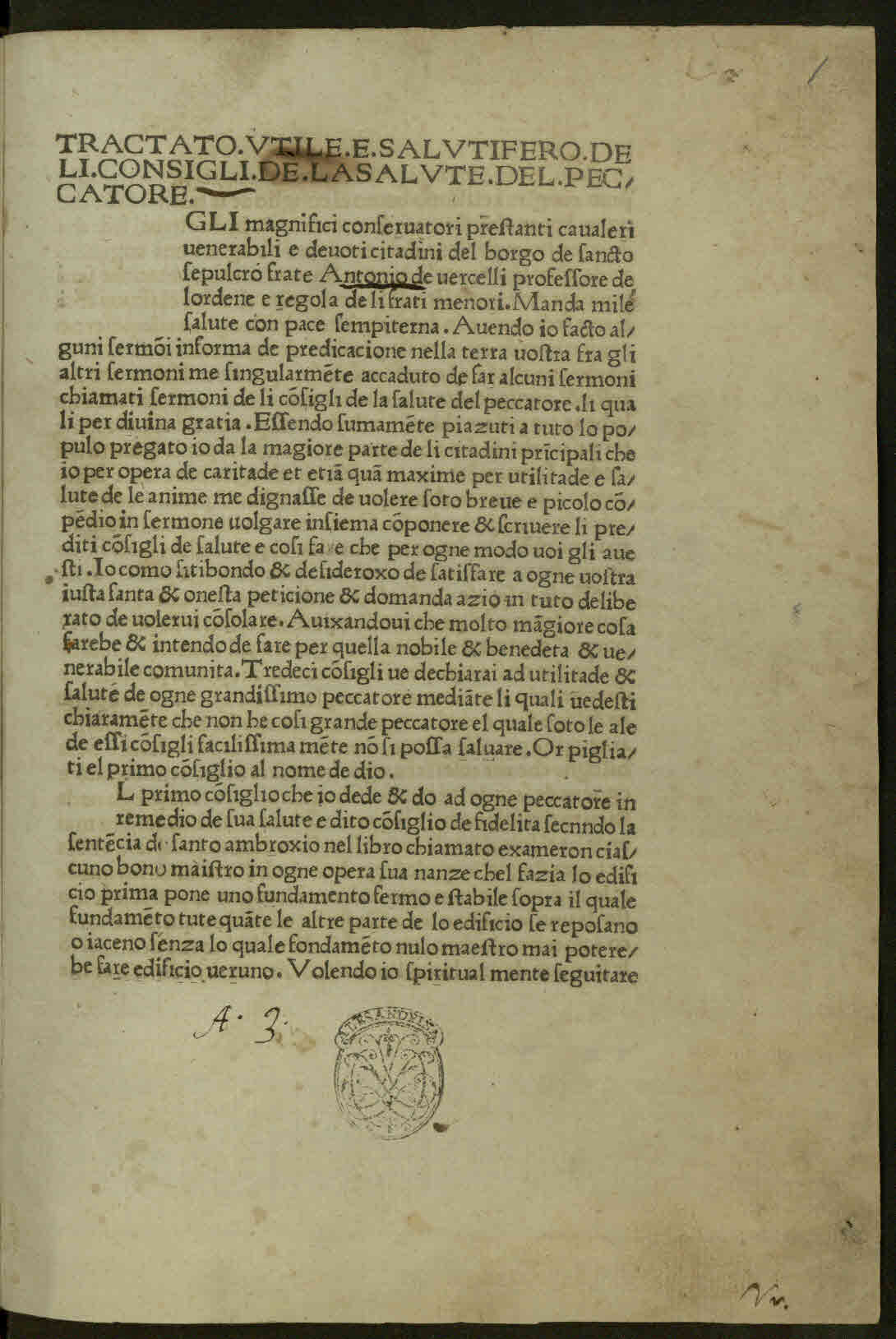
Consigli della salute del peccatore, 1470

Antonio da Vercelli (al secolo Antonio Ballocchi o Balochi; Balocco, inizi XV secolo – Orvieto, 1483) è stato un predicatore francescano e scrittore italiano.

## Biografia
Nacque agli inizi del XV secolo probabilmente nel castello di Balocco dalla nobile famiglia dei Ballocchi valvassori del paese per conto dei Confalonieri.
Ebbe una buona preparazione giuridica e letteraria. Dal 1467 al 1469 fu superiore dei frati minori osservanti nella provincia di Milano. In questo incarico si adoperò per la diffusione dell'Ordine, iniziando o portando a termine la costruzione dei conventi di Varese, Treviglio, Monza e Pallanza.
La sua attività principale fu tuttavia la predicazione, tanto da essere stimato uno degli oratori più insigni del suo tempo. In questa veste intervenne anche al Capitolo generale degli osservanti nel 1449. Predicò in gran parte dell'Italia settentrionale e centrale, compose molte oprere penitenziali, alcune di esse pubblicate.
Protetto da Lorenzo dei Medici a Firenze, gli dedicò un Memoriale (1478) dopo la congiura dei Pazzi il Memoriale si avvicina al trattato di teoria politica.
Morì a Orvieto il 22 settembre 1483 e fu sepolto nella chiesa di San Francesco, dove ebbe culto e si affermò che operava miracoli; ha titolo di beato nell'Ordine francescano, che ancora non è stato riconosciuto dalla Santa Sede.

## Opere
- Sermo dei dodici frutti della confessione, Stampato a Modena, per m. Dominico Richizola, Mille CCCCLXXXXI al di XX de novembre. URL consultato il 30 aprile 2015.
- Consigli della salute del peccatore, [S. l.], [Tipografo del Sallustius], MCCCCLXX. URL consultato il 30 aprile 2015.